# (3054) Стругацкия
(3054) Струга́цкия (лат. Strugatskia) — астероид главного пояса, который был открыт 11 сентября 1977 года советским астрономом Николаем Черных и назван в честь советских писателей-фантастов братьев Стругацких.

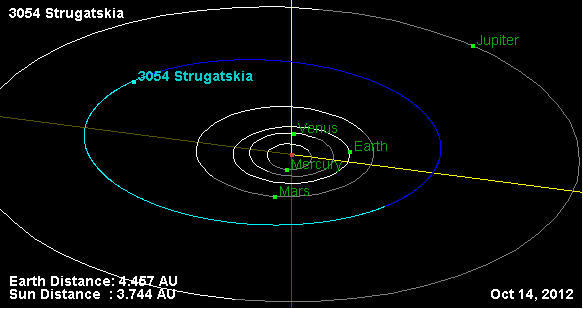
Орбита астероида Стругацкия и его положение в Солнечной системе

Свидетельство АН СССР о наименовании астероида Стругацкия (1987)